# Heteropteryginae
A Heteropteryginae a rovarok (Insecta) osztályának a botsáskák (Phasmatodea) rendjéhez, ezen belül a Heteropterygidae családjához tartozó alcsalád.

## Rendszerezés
Az alcsaládba az alábbi nemzetség, nemek és fajok tartoznak:
- Heteropterygini Kirby, 1904
  - Haaniella
  - Heteropteryx
    - Heteropteryx dilatata - szinonimák: Heteropteryx castelnaudi, Phasma (Eurycantha) graciosa, Leocrates graciosa, Heteropteryx hopei, Heteropteryx rollandi

  - Miniopteryx
    - Miniopteryx parva